# بوب بانير
بوب بانير (بالإنجليزية: Bob Banner)‏ هو مخرج أمريكي، ولد في 15 أغسطس 1921 في اينيس في الولايات المتحدة، وتوفي في 15 يونيو 2011 في لوس أنجلوس في الولايات المتحدة بسبب مرض باركنسون.

## وصلات خارجية
- بوب بانير على موقع IMDb (الإنجليزية)
- بوب بانير على موقع قاعدة بيانات الفيلم (الإنجليزية)